# 鲫碘泡虫
鲫碘泡虫（学名：Myxobolus carassii）为碘泡科碘泡虫属的动物。分布于俄罗斯、印度以及辽宁、湖南、四川、浙江、江西、湖北、云南、武陵山地区、福建等，营寄生生活，寄生在鲫、白鲫的胆囊、肾、肝、脾、肠、鳃、膀胱，鲫的体表、鳔，小鳈的肾、心、膀胱，胡鲇、华鳈、蛇鮈、半刺厚唇鱼的肾、鳔、鳃，鳊的肠以及胡鲇的性腺。